# Фантастични незнанац
„Фантастични незнанац” је југословенски ТВ филм из 1973. године који је режирао Дејан Караклајић. 